# Публий Клавдий Пульхр (консул 249 года до н. э.)
Публий Клавдий Пульхр (лат. Publius Claudius Pulcher; умер между 249 и 246 годами до н. э.) — римский военачальник и политический деятель из патрицианского рода Клавдиев, консул 249 года до н. э. Командовал флотом во время Первой Пунической войны и потерпел сокрушительное поражение от карфагенян. Причиной разгрома античные авторы называют презрение Пульхра к предзнаменованиям.

## Происхождение
Публий Клавдий принадлежал к одному из самых знатных патрицианских семейств Рима, имевшему сабинское происхождение. Капитолийские фасты называют преномены его отца и деда — Аппий и Гай соответственно; отсюда исследователи делают вывод, что Публий был сыном Аппия Клавдия Цека. Его братьями были консул 268 года до н. э. Аппий Клавдий Русс, консул 240 года до н. э. Гай Клавдий Центон и Тиберий Клавдий Нерон. Частью имени Публия стало прозвище Пульхр (Pulcher — «красивый»), превратившееся в когномен для его потомков.
Плиний Старший неправильно называет Публия Клавдия племянником Аппия Клавдия Цека. Тот же автор, а также Светоний и Луций Анней Флор называют консула 249 года до н. э. Аппием.

## Биография
В начале своей карьеры Публий Клавдий занимал должность курульного эдила. Об этом сообщает надпись на одном из мильных камней на Аппиевой дороге. В классическом справочнике Роберта Броутона эдилитет Пульхра датирован приблизительно 253 годом до н. э.
В 249 году до н. э. Публий Клавдий стал консулом совместно с плебеем Луцием Юнием Пуллом. В это время шла война с Карфагеном, и Пульхру выпало командование на Сицилии, где ещё с прошлого года шла осада Лилибея. Принимая армию, Публий Клавдий раскритиковал консулов предыдущего года за их бездействие и решил, вместо того, чтобы продолжать эту осаду, нанести решительный удар по флоту противника, базировавшемуся в Дрепане. Он рассчитывал на фактор внезапности, но этот расчёт не оправдался: карфагенский флотоводец Адгербал, увидев римскую эскадру, быстро оценил обстановку и начал выводить свои корабли из гавани. Пульхр попытался выстроить свой флот в линию, но, поскольку часть римских кораблей уже находилась в бухте, этот приказ вызвал большую сумятицу; консул, находившийся в арьергарде, уже не смог ничего изменить. В последовавшей за этим ожесточённой схватке победу одержали карфагеняне, у которых были более маневренные корабли и более опытные моряки.
Пульхр с 30 кораблями спасся бегством. Согласно Полибию, карфагеняне захватили 93 римских корабля; Диодор Сицилийский говорит о 117 кораблях и 20 тысячах воинов, утверждая при этом, будто в эскадре Адгербала не погибло ни одного человека, а Орозий — о 20 тысячах пленных и 8 тысячах погибших. Это явное преувеличение; тем не менее, битва при Дрепане стала крупнейшим поражением Рима за всю войну. Римские историки постарались возложить всю ответственность на Публия Клавдия, имея в виду не отсутствие способностей к командованию флотом, а безбожие. Согласно ряду источников, во время ауспиций перед битвой цыплята отказались клевать корм, что считалось плохим предзнаменованием. Но Пульхр сбросил цыплят в воду, сказав: «Пусть пьют, раз не хотят есть». В историографии есть гипотеза, что это вымысел поздних авторов, имеющий параллели в биографии Аппия Клавдия Цека.
Узнав о разгроме, сенат отозвал Пульхра с театра военных действий и приказал ему назначить диктатора. Тот в насмешку назначил Марка Клавдия Глицию, своего посыльного и сына вольноотпущенника, который, правда, тут же был смещён. Публий Клавдий, по словам Полибия, «потерял всякое уважение у римлян и подвергся тяжким укорам за легкомысленное и безрассудное поведение, причинившее Риму столь большие потери». В следующем году (248 до н. э.) народные трибуны Гай Фунданий Фундул и некий Пуллий привлекли его к суду, но первому рассмотрению дела в народном собрании помешал ливень, а при повторном рассмотрении ещё один трибун наложил своё вето. В конце концов, на Пульхра всё же был наложен крупный денежный штраф.
Известно, что в 246 году до н. э. Публия Клавдия уже не было в живых. Существует предположение, что он покончил с собой.

## Личность
Диодор Сицилийский называет Публия Клавдия человеком «от природы горячим и умственно неуравновешенным»; «его ведение дел часто граничило с безумием». Он отличался крайней строгостью к подчинённым и презирал всех окружающих.

## Потомки
У Публия Клавдия был сын Аппий Клавдий Пульхр, консул 212 года до н. э.